# Xihoudu-Kultur
| Paläolithische Kulturen Chinas | Paläolithische Kulturen Chinas |
| ------------------------------ | ------------------------------ |
| Paläolithikum                  |                                |
| Xihoudu-Kultur                 | 1270000 BP                     |
| Ordos-Kultur                   | 50000–35000 BP                 |
| Xiachuan-Kultur                | 24000–16000 BP                 |
| Xiaonanhai-Kultur              | 22650–21650 BP                 |
| Tongliang-Kultur               | 24450 ± 850 BP                 |
| Maomaodong-Kultur              | 14600±1200 BP                  |
| Fulin-Kultur                   |                                |
| Kehe-Kultur                    |                                |
| Dingsishan-Kultur              |                                |
| Gezidong-Kultur                |                                |
| Miaohoushan-Kultur             |                                |
| Donggutuo-Kultur               |                                |
| Xiaochangliang-Kultur          |                                |
| Shilongtou-Kultur              |                                |
| Shuicheng-Kultur               |                                |
| Shuidonggou-Kultur             |                                |
| Yanbulaq-Kultur                |                                |
| Mittelsteinzeit                |                                |

Die Xihoudu-Kultur (chinesisch 西侯度文化, Pinyin Xīhóudù wénhuà, W.-G. Hsi-hou-tu wen-hua, englisch Xihoudu Culture / Hsi-hou-tu Culture) ist eine frühe altsteinzeitliche Kultur in Nordchina. Der erste Fundort, das Dorf Xihoudu im Kreis Ruicheng der chinesischen Provinz Shanxi, war für diese Kultur namensgebend. Die Xihoudu-Stätte ist einer der bedeutendsten Schätze des nationalen chinesischen Kulturerbes. Sie wurde 1960 entdeckt und in den Jahren 1961–1962 ausgegraben.

## Funde und Datierung
Die Xihoudu-Kultur liefert die bis heute frühesten bekannten paläolithischen Relikte in China. Ausgegraben wurden 32 Artefakte aus Stein und Tierfossilien von etwa 20 verschiedenen Arten. Die Funde gehören in das geologische Zeitalter des Frühen Pleistozäns und sollen nach paläomagnetischen Untersuchungen der Sedimente ein Alter von 1,27 Millionen Jahren haben. Da die Steinartefakte verrollt sind, könnten diese umgelagert worden sein und somit aus einer durchaus älteren Fundschicht stammen.
Die aus Stein hergestellten Artefakte sind hauptsächlich aus Quarzit gefertigt. Es handelt sich meist um Kerngeräte (englisch: core stone tool), Abschläge (englisch: flake stone tool) sowie einige intentionell retuschierte Stücke. Für die Abschläge wurden drei verschiedene Methoden verwendet: der Schlag mit spitzem Stein, Zertrümmern und Absplitten von scharfkantigen Scheiben. An Steingeräten gibt es die drei Arten Chopper, Schaber und einen großen Faustkeil.
An Tierfossilien kommen unter anderem Karpfen, Weichschildkröte und Strauß, sowie Trogontherium, Stegodon, Coelodonta antiquitatis shansius, Eucladocerus boulei vor. Unter den Tierfossilien befinden sich einige schwarzgrau verfärbte Hirschgeweihe, Pferdezähne und Tierrippen. Chemische Untersuchungen haben bestätigt, dass es sich bei diesen Verfärbungen um Feuereinwirkung handelt. Dies sind nach Ansicht vieler chinesischer Gelehrter die geschichtlich frühesten Zeugnisse für den Gebrauch des Feuers durch den Menschen.

## Denkmalschutz
Der Fundplatz steht seit 1988 auf der Liste der Denkmäler der Volksrepublik China (3-182).